# Amt Rüdesheim

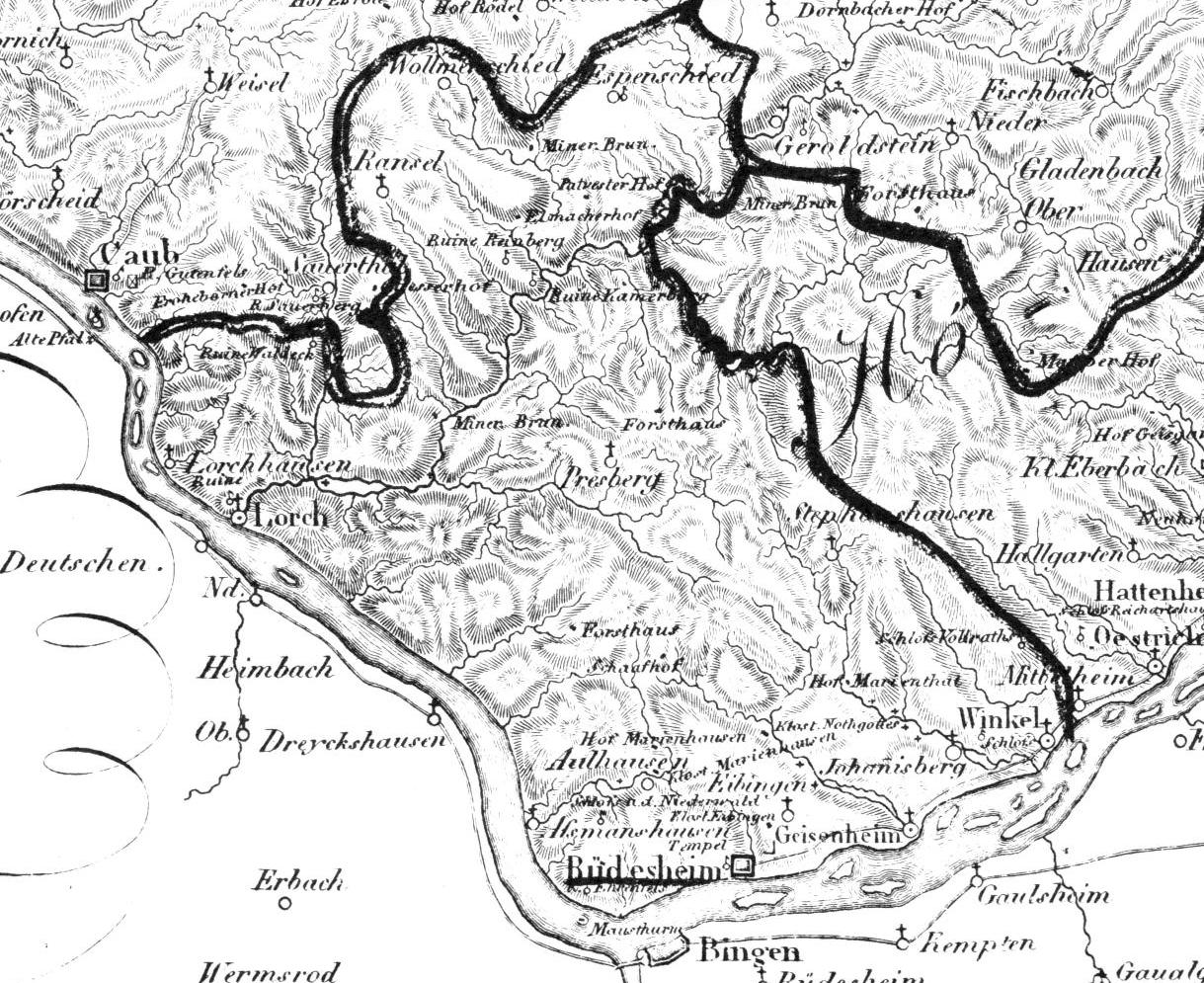
Karte des Amtes Rüdesheim 1828

Das Amt Rüdesheim mit Sitz in Rüdesheim am Rhein war eines von 28 Ämtern im Herzogtum Nassau, das am 1. Juli 1816 zum Zwecke der lokalen Verwaltung geschaffen wurde. An der Spitze des Amtes stand als örtlicher Statthalter des Herzogs ein Amtmann. 

## Geschichte

### Nassau
Rüdesheim war im HRR Teil des Kurfürstentums Mainz und dort organisatorisch im Unteren Erzstift, Vicedomamt Rheingau angesiedelt. Die Amtskellerei Rüdesheim gehörte zur Amtsvogtei Geisenheim.
Mit dem Reichsdeputationshauptschluss kam die Amtskellerei Rüdesheim 1803 zu Nassau-Usingen. Dort (und ab 1806 im Herzogtum Nassau) wurde zunächst die Verwaltungsstruktur (Vicedomamt Rheingau, Amtskellerei Rüdesheim) aufrechterhalten.
Am 1. Juli 1816 wurde das Amt Rüdesheim im Rahmen einer Neuorganisation der nassauischen Verwaltung neu geschaffen. Zum Amt Rüdesheim gehörten folgende 14 Ortschaften und eine Abtei:
- die ehemals Kurmainzischen Orte Rüdesheim am Rhein, Assmannshausen, Aulhausen, Eibingen, Espenschied, Geisenheim, Johannisberg, Lorch, Lorchhausen, Presberg, Ransel, Stephanshausen, Winkel, Wollmerschied
- die ehemals Fuldaische Abtei Johannisberg

1820 bestand das Amt aus 14 Gemeinde-Bezirken, 4 Flecken, 10 Dörfer und 27 Höfe und Mühlen. Im Amt lebten 2.366 Familien mit 10.427 Einwohnern. Davon waren 97 evangelisch, 10.264 katholisch und 66 Juden.
Ab 1831 nahm das Amt auch die Funktion eines Rheinzollgerichtes wahr.
Im Jahr 1836 wurde das Amt Rüdesheim wie folgt beschrieben:

„Amt Rüdesheim. Von den 57.435 Morgen des Amtes Rüdesheim sind 163 Morgen Gebäudestellen, 212 Morgen Gärten, 7.999 Morgen Ackerland, 2.505 Morgen Wiesen, 4.500 Morgen Weinberge, 36.943 Morgen Waldungen, 3.268 Morgen Dreschland und Waideplätze und 1.846 Morgen nicht besteuerte Liegenschaften. In den 1.654 Wohnhäusern leben 11.834 Menschen in 2.602 Familien. Unter den Bewohnern sind 164 Evangelische, 11.593 Katholiken, und 77 Juden.
   Rüdesheim, unter 25° 35' 30" Länge und 49° 58' 50" Breite, rechts am Reinem schön gelegene Stadt mit 4 alten Burgen, 2 Kirchen, etwa 380 Häusern und 2.370 Einwohnern, die sehr geschäften Wein bauen und Kahnfahrt auf dem Reine treiben. Hier werden die kleineren den Strom herabkommenden Flöße zu größeren verbunden.
   Aßmannshausen, rechts am Reine, in sehr schöner Gegend, Dorf mit 540 Einwohnern, welche sehr geschäften Wein bauen.
   Geisenheim, unter 25° 38' Länge und 49° 59' 10" Breite, rechts am Reine, 1⁄4 Meile östlich von Rüdesheim, Flecken mit hübschen Landhäusern, einer Kirche (in welcher ein schönes Grabmal sehenswerth ist), etwa 400 Häusern und 2.325 Einwohnern, die vorzüglichen Wein bauen.
   Johannisberg, etwas über 1⁄4 Meile nordnordöstlich von Geisenheim, im Reingaue, Dorf mit 830 Einwohnern, die sehr geschätzten Wein bauen.
   Lorch oder Lorich, unter 25° 28' Länge und 50° 2' 45" Breite, rechts am Reine, an der Wisper, die sich hier in dem Rein ergießt, am südwestlichen Fuße des Kedrich, alter Flecken mit 1.800 Einwohnern.
   Winkel, rechts am Reine, schön gelegener Flecken mit 1.600 Einwohnern.“

Nach der Märzrevolution 1848 wurde die Verwaltung neu geordnet. Mit Gesetz vom 4. April 1849 wurden in Nassau Verwaltung und Rechtsprechung auf unterer Ebene getrennt. Die Reform trat zum 1. Juli 1849 in Kraft. Für die Verwaltung wurden 10 Kreisämter gebildet, die Ämter als Justizämter (also Gerichte der ersten Instanz) weitergeführt. Die Verwaltungsaufgaben des Amtes Rüdesheim wurden vom Kreisamt Rüdesheim wahrgenommen, die Rechtsprechung vom Justizamt Rüdesheim. Die Reform wurde jedoch bereits am 1. Oktober 1854 wieder rückgängig gemacht, die Kreise wieder abgeschafft und die vorigen Ämter wiederhergestellt.

### Preußen
Das Amt Rüdesheim wurde nach der preußischen Annexion des Herzogtums bei der Gliederung der neuen Provinz Hessen-Nassau in Landkreise am 22. Februar 1867 Teil des Rheingaukreises. Erst im Rahmen dieser Neuordnung werden Verwaltung und Rechtsprechung getrennt. Für die Rechtsprechung in erster Instanz, die bisher durch das Amt vorgenommen wurde, wurde, zunächst die richterlichen Beamte in den Ämtern zuständig und zum 1. September 1867 das Amtsgericht Rüdesheim gebildet.
Aber auch nach der Kreisgründung bleibt die bisherige Amtsstruktur erhalten. Die Königliche Verordnung vom 22. Februar 1867 regelte, dass „die Amtsbezirke als engere Verwaltungsbezirke in ihrer bisherigen Begrenzung bestehen“ bleiben. Die ehemaligen Ämter bilden die drei Bezirke des Kreises. Gemäß § 13 der Kreisverfassung entsendeten die Bezirke also die ehemaligen Ämter jeweils sechs Vertreter in den neuen Kreistag. Der Amtmann hatte die Aufsicht über die Ortspolizei und Organ des Landrates. 
Mit der Verwaltungsreform von 1885/1886 wurden die Ämter endgültig aufgelöst.

## Amtsgebäude
Die Amtsverwaltung übernahm 1803 die Geschäftsräume der Kurmainzer Verwaltung in der Steingasse 10. Daneben wurde die Amtskellerei, also die Finanzbehörde in der Schmidtstr. 13 untergebracht. Das Amtsgefängnis wurde in der Oberstraße 30 neu erbaut.

## Amtmänner
- 1816: Balthasar Mohr
- 1816: Peter Grüsing
- 1816–1825: Roger Joseph Anton von Meex
- 1825–1834: Arnold von Sachs
- 1834–1839: Ludwig Gottfried Creutzer
- 1840–1849: Heinrich Langsdorff
- 1854–1862: Ferdinand Vogler
- 1862–1864: Wilhelm Schröder
- 1864–1872: Ludwig Seyberth
- (1873–1874): Bernhard von der Heydt
- (1874–1877): Paul von Zanthier
- 1878–1886: Bernhard Schlenther